# Poesia gnòmica
|  | No s'ha de confondre amb gnomònica. |

La poesia gnòmica és un gènere de poesia que consisteix en un conjunt de màximes posades en vers com a auxili a la memòria. Pertany a la família de la literatura sapiencial, que expressa veritats generals sobre el món. Els temes van del sagrat i diví al mundà. Els antics grecs la van conèixer com a gnomas, derivada de la paraula que significava 'opinió'. Es diferencia d'altres gèneres de poesia com l'èpica o la lírica.
Els gnomas van ser definits per Henry Peacham (1576? - 1643?) com una dita pertanyent a les maneres i pràctiques humanes que declara, amb brevetat, què s'ha de fer i què no en la nostra vida.

## Literatura grega gnòmica
Els poetes gnòmics de Grècia, que van florir al segle vi aC, van ser els primers a fer màximes en forma de vers. Aquestes van ser reunides per Lobó d'Argos, un orador, però la seva col·lecció va desaparèixer.
Els principals poetes gnòmics van ser Teognis, Soló, Simónides d'Amorgos, Demòdoc i Xenòfanes. Amb l'excepció de Teognis, els escrits del qual van ser preservats amb èxit, només fragments dels poetes gnòmics han arribat als nostres dies.
Baquílides va escriure Gnomai (plural de gnome).
Els gnomas, en sentit literari, pertanyen als albors de la literatura. Moltes de les reflexions ètiques dels grans dramaturgs (particularment, Sòfocles i Eurípides) són de caràcter gnòmic.
No tots els gnomas de l'antiga Grècia són solemnes; alguns són voluptuosos i d'altres tenen la reputació de causar gràcia.
John Addington Symonds escriu que els poemes gnòmics marquen la transició d'Homer i Hesíode als dramaturgs i moralistes d'Àtica.

### Les faules d'Isop
D'historicitat discutida, encara localitzable entre finals del segle VII i començaments del VI aC, Isop seria l'autor d'un gran nombre de faules, breus relats, bé en prosa o bé versificats per facilitar-ne la memorització, molts d'aquests protagonitzats per animals antropomorfitzats (parlen i es comporten com éssers humans), com a recurs literari molt efectiu per a la sàtira de costums, en esdevenir un exemple o contraexemple moral. Plató esmenta la seva popularitat.

### Sentències dels Set Savis
Els set savis de Grècia foren personatges grecs considerats els més savis de Grècia a l'època clàssica. Els integrants d'aquest grup variaven segons els autors, però generalment sempre inclouen Tales, Pítac, Soló i Bies. Diògenes Laerci cita una obra de Damó de Cirene, un autor grec de data incerta, titulada περὶ τῶν Φιλοσόφων (Sobre els filòsofs), on diu que els qualifica als set de savis.

## Literatura gnòmica medieval i moderna
Els aforismes són freqüentment trobats en les literatures d'Aràbia, Pèrsia i Índia, a més d'instruments gravats a Islàndia. Els priamel, presents a Alemanya des del segle xii al segle xvi, van ser poemes d'estil gnòmic i es van veure desenvolupats per Hans Rosenblut, el poeta orfebre de Nuremberg, al segle xv. La literatura gnòmica va ser un gènere literari present en els escrits medievals d'Anglaterra.
L'esperit gnòmic ha estat representat per alguns poetes de la primerenca edat moderna, com Francis Quarles (1592-1644) a Anglaterra i Gui de Pibrac (1529- 1584) a França.
Influenciats pels escrits gnòmics de Pibrac, altres escriptors, com Antoine Faber (o Favre) (1557-1624) i Pierre Mathieu (1563-1621) van escriure amb aquest estil.